# Чимборасо
Ця стаття про гору. про провінцію Еквадора див. Чимборасо (провінція).
Чимбора́со (ісп. Chimborazo, МФА: [tʃimboˈraso]) — неактивний стратовулкан, найвища вершина Еквадору. Його висота — 6267 м (виміряна за допомогою диференційованої GPS у 1990-х рр.), 6310 м (за даними системи SRTM). Згідно з даними нового дослідження (2016), проведеного з використанням GPS (Global Positioning System), висота Чимборасо — 6263,47 м.
Чимборасо не є найвищою вершиною по висоті над рівнем моря, але позаяк вулкан міститься на екваторіальній опуклості, він є найвіддаленішою точкою на поверхні від центру Землі.

## Загальні відомості
Останнє виверження відбулося в I тисячолітті н. е. (як вважається, у 400—700 рр. н. е.). Його вершина є точкою поверхні Землі, найвіддаленішою від її центра (на 6384,4 км).
З XVI до початку XIX ст. Чимборасо вважався найвищою вершиною на Землі.

Відносна висота вулкана 4122 м, за цим показником він займає 17-те місце у світі, в списку із 125-ти найбільш видатних вершин (ультра-піків) Землі. Топографічна ізоляція вершини становить 845,69 км по відношенню до найближчої вищої гори Гуандой (6395 м).
Біля підніжжя вулкана починається річка Ґуаяс. Він дав назву провінції Чимборасо.